# Teissiera milleporoides
Teissiera milleporoides är en nässeldjursart som beskrevs av Bouillon 1974. Teissiera milleporoides ingår i släktet Teissiera och familjen Teissieridae. Inga underarter finns listade i Catalogue of Life.